# Bactridium flavum
Bactridium flavum är en svampart som beskrevs av Kunze 1817. Bactridium flavum ingår i släktet Bactridium, divisionen sporsäcksvampar och riket svampar.   Inga underarter finns listade i Catalogue of Life.